# Hạ Tân
Hạ Tân (tiếng Trung: 夏津县; bính âm: Xiàjīn Xiàn, Hán Việt: Hạ Tân khu) là một huyện thuộc địa cấp thị Đức Châu, tỉnh Sơn Đông, Trung Quốc. Huyện này có diện tích 882 km², dân số năm 2001 là 480.000 người (năm 2019 là 512.300 người), mật độ dân số đạt 580 người/km². Mã số bưu chính của huyện là 253200.

## Phân chia hành chính
Huyện Hạ Tân được chia thành 14 đơn vị hành chính gồm 2 nhai đạo biện sự xứ, 10 trấn và 2 hương.